# Leroboleng
Le Leroboleng, aussi appelé Lereboleng ou Lewono, en indonésien Gunung Leroboleng, est un volcan d'Indonésie située sur Florès.